# Wikimedia Israel
Wikimedia Israel (івр. ויקימדיה ישראל ; араб. ويكيميديا إسرائيل) — ізраїльська некомерційна організація, яка працює у співпраці з Фондом Вікімедіа для промоції знань в Ізраїлі через збір та розповсюдження безкоштовного контенту та ініціювання проєктів щодо полегшення доступу до баз даних.
Wikimedia Israel підтримує спільноту волонтерів Вікіпедії, заохочує нових редакторів, налагоджує співпрацю та партнерські стосунки, організовує заходи та конференції та сприяє актуалізації питання про вільний контент серед громадськості та ЗМІ. Окрім редакторів Вікіпедії, організація ініціює та підтримує роботу інших волонтерів (волонтерів Wikimedia), які беруть участь у заходах та реалізують її проєкти та ініціативи.
Wikimedia Israel була заснована у 2007 році. Це один з 41 визнаних чаптерів (національних некомерційних організацій, створених для просування інтересів проєктів Вікімедії на місцевому рівні) у всьому світі.
Вікімедіа Ізраїль — це єдиний чаптер, який працює у єврейському мовному середовищі, так добре, як і в арабському. 2 липня 2014 року спікер Вікімедії Ізраїль виграв нагороду Roaring Lion від ISPRA (Ізраїльська асоціація зв'язків з громадськістю) у категорії «Технологія та мобільність» за PR-роботу в рамках 10-ї річниці єврейської Вікіпедії.

## Бачення та цілі
Вікімедіґ Ізраїль прийняла бачення Фонду Вікімедіа, основною метою якого є поширення вільних знань і вільний доступ до них для кожної людини. Цілями організації є:
- Популяризація знань та освіти в Ізраїлі шляхом збору, створення та поширення безкоштовного контенту.
- Покращення доступу до безкоштовного вмісту для всіх та доступність знань для всіх в Ізраїлі.
- Популяризація комп'ютерних систем та інтернет-інфраструктури, що використовуються для збору та розповсюдження безкоштовного контенту, зокрема систем, що використовуються для проєктів Фонду Вікімедіа.
- Сприяння дослідженню соціальних, культурних та практичних питань, пов'язаних із безкоштовним змістом.
- Сприяння та ініціація волонтерської діяльності для досягнення поставлених цілей.

## Основні проєкти
- Підтримка спільноти Вікіпедії: соціальна діяльність, підтримка проєктів, ініційованих волонтерами тощо.
- Лекції: лекції про історію Вікіпедії, основи Вікіпедії та проєкти, ініційовані Фондом Вікімедіа.
- Проведення семінарів: семінари, які знайомлять учасників з основами Вікіпедії та способами її редагування.
- Встановлення довгострокової співпраці з метою розширення єврейської Вікіпедії та інших проєктів. Вікімедія Ізраїль співпрацює з культурними та академічними установами, серед яких Національна бібліотека, Міністерство освіти та Товариство збереження пам'яток спадщини Ізраїлю.
- Написання статей у Вікіпедії як академічна вимога: добровольці з Вікіпедії та Вікімедії сприяють курсам, де написання статей є частиною вимоги до курсу.
- Просвітницькі програми та заходи, спрямовані на ознайомлення Вікіпедії, її проєктів та принципів безкоштовного контенту для керівників та громадськості.
- Просвітницькі програми з просування політики, яка дасть змогу звільняти урядову інформацію та контент. Наприклад, урядове рішення 5268: надання безкоштовного використання зображень, що належать уряду, на урядових вебсайтах.
- Ініціювання конкурсів фотографій для розширення онлайн-сховища зображень у вільному користуванні (Wikimedia Commons) із зображеннями із Ізраїлю.